# Mexicomiris texanus
Mexicomiris texanus är en insektsart som beskrevs av Carvalho 1986. Mexicomiris texanus ingår i släktet Mexicomiris och familjen ängsskinnbaggar. Inga underarter finns listade i Catalogue of Life.